# 富樫世羅
富樫 世羅（とがし せいら、1990年11月27日 - ）は、日本の女優・歌手。兵庫県西宮市出身。兵庫県立宝塚北高等学校演劇科卒業。身長は171センチ。愛称は「せーら」「らーら」。  

## 略歴
- 4歳からクラシックバレエを始める。
- 兵庫県立宝塚北高等学校 演劇科に入学し、劇表現・ジャズダンス・モダンダンス・狂言・日本舞踊などを学ぶ。
- 2012年からユニバーサル・スタジオ・ジャパンにて、ダンサー・アクターとして出演。
- モデルとしてブライダルショーにも数多く出演している。
- ミスユニバース兵庫2017ファイナリスト。

## 人物・エピソード
- 好きな食べ物は、イチゴ。好きな色は、ピンク。
- 猫好き。実家に2匹の猫が居る。
- 自他共に認める雨女で、イベント前後や出演舞台前後は実際に天候不良になることも多々ある。
- 本人曰く、気合を入れてレッドブルを飲むと高確率で雨が降るらしい。
- 『美少女戦士セーラームーン』シリーズのファン。
- 宝塚歌劇団元星組トップスターの安蘭けいに影響を受けており、共演が夢だと語っている。
- モデルやミス・ユニバース兵庫ファイナリストの経験を活かし、ワークショップ等も開催している。
- コロナ禍にネイリストの資格を取得し、ネイリストとしても働く。
- 阪神淡路大震災で被災した経験や、防災に関する公演に出演したことを機に防災士の資格を取得。
- PADI アドバンスド・オープン・ウォーター・ダイバー所持
- 2024年7月に森田晋平と結婚[1]。

## 出演

### テレビドラマ
- 必殺仕事人2015（2015年、朝日放送）
- 安楽椅子探偵 ON STAGE（2017年、朝日放送） - 駒川聖美 役

### 舞台

#### 京橋花月での出演
2009年、よしもと京橋花月の劇団員オーディションに合格し、役者として活動を始める。
この他にポケットミュージカルなどにダンサーとして出演。2011年末、京橋花月の閉館に伴い劇団が解散しフリーランスに転向。
2009年
- よる芝居 西川忠志Project第1弾『はじめまして』（9月）
- よる芝居『ロボチチ』（11月） - 作・演出 川下大洋
- よる芝居『mrkr,ktkr.-メリクリ、キタコレ。-』（12月）

2010年
- よる芝居 京橋花月よる芝居劇団第一回公演『THE PLAYERS』（3月）
- よる芝居 京橋花月よる芝居『YOSHIWARA〜過去を失くした或る男の話〜』（5月） - 作・演出 高梨由
- よる芝居 京橋花月よる芝居劇団第二回公演『アリーズ in アンダーランド』（6月） - 作・演出 川下大洋
- よる芝居 京橋花月劇団PLAYERS第三回公演『深海魚〜shinkaigyo〜』（12月） - 作・演出 菱田信也

2011年
- よる芝居 京橋花月劇団PLAYERS第四回公演『OH HAPPY DAYS!〜橙々の空と白い月〜』 （3月） - 作・演出 高梨由
- よる芝居 京橋花月劇団PLAYERS Girls theater 『花街〜HANAMATHI〜』（7月） - 作・演出 高梨由
- よる芝居 京橋花月劇団PLAYERS第五回公演 『Row After Row』（8月） - 作・演出 川浪ナミヲ
- よる芝居 京橋花月劇団PLAYERS 第六回公演『ロストフレンド』（11月） - 脚本 石田明、演出 川浪ナミヲ

#### フリーランス転向後
2010年
- 兵庫県立ピッコロ劇団ファミリーミュージカル『さらっていってよピーターパン』（7月 - 12月） - インディアン 役

2012年
- ピースピット VOL.16『TRINITY THE TRUMP』female版 - ホイル役
- LOOP（11月）

2013年
- LOOP（再演）

2014年
- 大阪ゲキバカ旗揚げ公演『ありがとう』『いただきます』（5月）

2015年
- 劇団vintage 第10回公演『1995年大怪獣ガジラ襲来』（5月・8月）

2016年
- 大阪ゲキバカ第二弾『ソドムの紅い月』（1月）
- 劇団カンセイの法則プロデュース『S.S.O』vol.15（2月）
- シアタードラマシティ『愛しの貧乏神』（5月）

2017年
- 寝屋川市民ミュージカル『寝屋のはちかづき』（3月） - 茜役
- Master Of Puppets! FIRST LIVE（7月）
- Master Of Puppets! TALK&LIVE!!（9月）

2018年
- ミュージカル『The Witch』（1月） - 主演・マニ 役（エフェンダー役の森田晋平とダブル主演）
- Oh!tsukimi〜オツキミ〜（2月） - 三好婦警 役
- レジェンドたちのシャンソン（4月）
- アンミカ case.1『unravel』（5月） - 難波刑事 役
- わたしたちの音楽 vol.1（6月） - 出演兼プロデューサー
- ゲキバカ夏公演『Death of a Samurai』（7月） - Aチーム・イズナ役（ダブルキャスト）

2019年
- 文豪ストレイドッグス〜三社鼎立〜（6月 - 7月） - マーガレット・Ｍ役
- ある大劇場からの脱出〜館長からの招待状〜（7月）
- E-Stage Topia『ペトリコール』（11月 - 12月）

2020年
- 日本橋シアトリカルツアー（3月）  ※コロナ禍の影響で2020年5月から無期限延期
- ohanaしごとプロジェクト（4月） - 出演兼プロデューサー

2021年
- よしもと祇園花月 特別公演『三人組の茂造』（4月 - 5月）※コロナ禍の影響で公演中止
- シルバーウィーク茂造新喜劇特別公演（9月） - ヒロイン役

2022年
- よしもと祇園花月 『三人組の茂造』（4月 - 5月）
- U.B UP BEAT（6月）
- ゆかいな3人組のサマーパーティ！どりーむがーるず（7月） - 企画、出演
- Choose My Story!（9月）
- エートー舞台芸術フェスティバル Zen－in Shu-go!（10月）

2023年
- ヨツバリベンジ（3月） - ペスカトーレ田中役
- Re:poris party（5月） - 脚本、演出、出演 佐々木すみれ役
- 肉好き浄弘のいただきます（8月）

2024年
- 神戸都心・臨海地域 帰宅困難者対策訓練 STOP!一斉帰宅な15分の物語（1月） - 脚本、演出、出演

### ダンサーとしての出演
- 2006年のじぎく兵庫国体 - 開会式 式典前演技
- Todos del Tango Verano 2018 〜タンゴのすべて〜（2018年8月）[10]

### MC
- グラブルフェス2017（2017年12月） - キャラクタートークステージ MC

### イベント
- Show must go on!!〜今日はpartyだ！みんな集まれ〜（2018年11月） - 企画、出演
- 役者100人展（2018年12月）[11]
- Show must go on!!〜みんなといっしょ〜（2019年11月） - 企画、出演
- 森田晋平、初ライブです。10周年なんで。（2020年2月） - ゲスト出演
- Halloween Party Live（2020年10月）
- Show must go on!!（2020年11月 - 12月） - 企画、出演
- Show must go on!!〜SEIRA in wonderland〜（2021年11月） - 企画、出演
- Show must go on!!2022 MISSION in!?POSSIBLE（2022年11月） - 企画、脚本、演出、出演
- スナックSEIRAザリアル（2023年3月） - 企画
- SMGOをやいやい言いながらみんなでみるNIGHT* Show must go on!!2023（2023年3月） - 企画、脚本、演出、出演
- ぺいぺいらいぶミニ in関西（2023年8月）
- スペシャルワークショップ 劇場であそぼ！（2023年8月）
- REAL BOARD PARTY.４（2023年10月）
- Show must go on!!2023（2023年11月） - 企画、脚本、演出、出演
- ZIPANGU 光が彩る演歌祭（2023年12月）

### MV
- 米津玄師「POP SONG」（2022年）